# Kontrola techniczna
Kontrola techniczna – zespół operacji służący do eliminowania wyrobów, zespołów, części i materiałów nie odpowiadających ustalonym normom (wymagają one następnie poprawek lub stanowią tzw. braki).
W zakładzie produkcyjnym kontrola techniczna przybiera formę sterowania jakością, która polega na czuwaniu nad: przygotowaniem procesu technologicznego, jakością wydawanych do produkcji materiałów, stanem środków produkcji (obrabiarek i oprzyrządowania), przebiegiem procesu, jednolitością oraz stanem przyrządów pomiarowych. 
Zadaniem kontroli technicznej jest też analiza braków i reklamacji. w zależności od miejsca kontroli technicznej w procesie technologicznym dzieli się ją na kontrolę materiałów wyjściowych, międzyoperacyjną i ostateczną (końcową).
Rodzaje:
- bierna - przeprowadzająca pomiar po zakończeniu określonej operacji i stwierdzająca jedynie jej wynik
- czynna - odbywa się w czasie trwania operacji i może wpływać na jej wynik, zapobiegając powstawaniu braków

Zależnie od zakresu kontrola techniczna może być 100-procentowa lub wyrywkowa (jej odmianą jest k.t statystyczna – polegająca na losowym wybraniu próbki badanych elementów i ocenie całej partii na podstawie zbadanej próbki).

Sprzęt:
Rodzaj sprzętu, którym posługuje się kontrola techniczna, zależy od stopnia seryjności produkcji;
- w produkcji jednostkowej jest stosowany wyłącznie sprzęt kontrolny uniwersalny,
- w produkcji masowej głównie specjalny, często zautomatyzowany

W przebiegu procesów technologicznych coraz częściej stosuje się kontrolę automatyczną